# Armando Pérez Hoyos
Armando Pérez Hoyos (5 mei 1952) is een voormalig voetbalscheidsrechter uit Colombia, die onder meer actief was op het WK U20 in Australië en de strijd om de Copa América 1991 in Chili. Hij was FIFA-arbiter van 1984 tot 1997.

## Interlands
| Datum             | Wedstrijd            | Uitslag | Competitie      | Kreeg geel | Kreeg voor de tweede keer geel en dus rood | Weggestuurd |
| ----------------- | -------------------- | ------- | --------------- | ---------- | ------------------------------------------ | ----------- |
| 27 juni 1987      | Argentinië – Peru    | 1 – 1   | Copa América    | ?          | ?                                          | ?           |
| 20 augustus 1989  | Bolivia – Peru       | 2 – 1   | WK-kwalificatie | ?          | ?                                          | ?           |
| 6 juli 1991       | Chili – Venezuela    | 2 – 0   | Copa América    | ?          | ?                                          | ?           |
| 12 juli 1991      | Peru – Venezuela     | 5 – 1   | Copa América    | ?          | ?                                          | ?           |
| 16 augustus 1992  | Panama – Costa Rica  | 1 – 0   | WK-kwalificatie | ?          | ?                                          | ?           |
| 4 april 1993      | El Salvador – Mexico | 2 – 1   | WK-kwalificatie | ?          | ?                                          | ?           |
| 1 augustus 1993   | Venezuela – Brazilië | 1 – 5   | WK-kwalificatie | 5          | 0                                          | 1           |
| 12 september 1993 | Uruguay – Bolivia    | 2 – 1   | WK-kwalificatie | 2          | 0                                          | 1           |
| 21 mei 1995       | Japan – Schotland    | 0 – 0   | Kirin Cup       | ?          | ?                                          | ?           |
| 2 juni 1996       | Ecuador – Argentinië | 2 – 0   | WK-kwalificatie | ?          | ?                                          | ?           |